# Associazione Calcio Fiorentina 1988-1989
Questa voce raccoglie le informazioni riguardanti l'Associazione Calcio Fiorentina nelle competizioni ufficiali della stagione 1988-1989.

## Stagione

La coppia d'attacco B2, Roberto Baggio e Stefano Borgonovo.

Nella stagione 1988-1989 alla corte viola, sotto la guida dello svedese Sven-Göran Eriksson, si forma la B2, una delle coppie d'attacco più prolifiche della storia della Fiorentina, un tandem d'attacco formato da: Stefano Borgonovo e Roberto Baggio, 29 reti in due in stagione.
Arrivano in viola, oltre a Borgonovo, Stefano Salvatori, Roberto Pruzzo, Giuseppe Pellicanò, Luca Mattei e il centrocampista brasiliano Carlos Dunga. Nicola Berti e Ramón Díaz, invece, si accasano all'Inter.
Viene acquistato inizialmente anche l'attaccante uruguaiano Diego Aguirre: che però si limita a giocare esclusivamente il primo turno della Coppa Italia, saltando l'esordio col Genoa (4 partite tra il 24 agosto e il 3 settembre 1988) e segnando il suo unico goal nel (3-0) contro la Virescit Bergamo; quindi il suo contratto è stato rescisso consensualmente, per volontà di Eriksson, che per il reparto offensivo ha preferito puntare sulla coppia formata da Stefano Borgonovo e Roberto Pruzzo.

Roberto Bosco contrasta in elevazione Michael Laudrup nella sentita sfida contro la Juventus del 28 maggio 1989.

Il campionato si conclude con un 7º posto, dopo uno spareggio vinto (1-0) con la Roma, che consente alla Fiorentina di partecipare alla Coppa UEFA dell'anno seguente (il gol decisivo dello spareggio viene segnato proprio dall'ex giallorosso Roberto Pruzzo accasatosi alla Fiorentina in questa stagione). Memorabile la bella vittoria (4-3) sull'Inter nell'ultima di andata, che a fine stagione avrebbe conquistato lo scudetto dei record, avendo raccolto 58 punti sui 68 disponibili.
Il 18 giugno, prima della partita Fiorentina-Bologna, penultima giornata di campionato è accaduto un esecrabile episodio, alcuni balordi ultras viola, hanno gettato delle bombe molotov su un treno di tifosi bolognesi, provocando gravi ustioni al giovane tifoso Ivan Dall'Olio.
In Coppa Italia la Fiorentina si ferma ai quarti, eliminata nel doppio turno dalla Sampdoria, dopo aver superato le prime due fasi della competizione. Curioso il fatto che anche in questa manifestazione la Viola ha battuto l'Inter con lo stesso pirotecnico punteggio (3-4) al Galleana di Piacenza, nell'ultima gara della seconda fase di qualificazione, che ha promosso ai quarti di finale la Fiorentina.

## Divise e sponsor
Lo sponsor ufficiale per la stagione 1988-1989 fu Crodino, mentre il fornitore di materiale tecnico fu ABM.
| Casa | Trasferta |

## Rosa
| N. |                    | Ruolo | Calciatore                   |
| -- | ------------------ | ----- | ---------------------------- |
|    | Italia (bandiera)  | P     | Giuseppe Pellicanò           |
|    | Italia (bandiera)  | P     | Marco Landucci               |
|    | Italia (bandiera)  | P     | Mauro Bacchin                |
|    | Italia (bandiera)  | D     | Stefano Carobbi              |
|    | Svezia (bandiera)  | D     | Glenn Hysén                  |
|    | Italia (bandiera)  | D     | Ernesto Calisti              |
|    | Italia (bandiera)  | D     | Celeste Pin                  |
|    | Italia (bandiera)  | D     | Massimo Paganin              |
|    | Brasile (bandiera) | C     | Dunga                        |
|    | Italia (bandiera)  | C     | Sergio Battistini (capitano) |
|    | Italia (bandiera)  | C     | Roberto Bosco                |

| N. |                    | Ruolo | Calciatore        |
| -- | ------------------ | ----- | ----------------- |
|    | Italia (bandiera)  | C     | Paolo Perugi      |
|    | Italia (bandiera)  | C     | Luca Mattei       |
|    | Italia (bandiera)  | C     | Michele Gelsi     |
|    | Italia (bandiera)  | C     | Alberto Di Chiara |
|    | Italia (bandiera)  | C     | Stefano Salvatori |
|    | Italia (bandiera)  | C     | Enrico Cucchi     |
|    | Uruguay (bandiera) | A     | Diego Aguirre     |
|    | Italia (bandiera)  | A     | Roberto Baggio    |
|    | Italia (bandiera)  | A     | Stefano Borgonovo |
|    | Italia (bandiera)  | A     | Davide Pellegrini |
|    | Italia (bandiera)  | A     | Roberto Pruzzo    |

## Risultati

### Serie A

#### Girone di andata
| Arbitro: | Pezzella (Frattamaggiore) |

|                                          |           |  |
| Donadoni 14’ Virdis 78’, 85’, 89’ (rig.) | Marcatori |  |

| Arbitro: | Frigerio (Milano) |

|                         |           |                       |
| Borgonovo 6’ Baggio 18’ | Marcatori | 73’ (aut.) Battistini |

| Arbitro: | Magni (Bergamo) |

|  |           |                                               |
|  | Marcatori | 20’ (aut.) Piraccini 32’ Baggio 70’ Borgonovo |

| Arbitro: | Longhi (Roma) |

|                                     |           |            |
| D. Pellegrini 42’ Baggio 83’ (rig.) | Marcatori | 68’ Müller |

| Arbitro: | Felicani (Bologna) |

|               |           |             |
| Borgonovo 50’ | Marcatori | 6’ Bonacina |

| Pisa 20 novembre 1988 6ª giornata | Pisa                | 0 – 0 referto | Fiorentina | Stadio Arena Garibaldi\| Arbitro: \| Lo Bello (Siracusa) \| |
| Arbitro:                          | Lo Bello (Siracusa) |               |            |                                                             |

| Arbitro: | D'Elia (Salerno) |

|  |           |                        |
|  | Marcatori | 58’ Dossena 90’ Vialli |

| Arbitro: | Pairetto (Torino) |

|                                |           |  |
| Maradona 30’ (rig.) Careca 76’ | Marcatori |  |

| Arbitro: | Coppetelli (Tivoli) |

|                                          |           |                      |
| D. Pellegrini 36’ Baggio 43’ (rig.), 87’ | Marcatori | 33’ Edmar 45’ Júnior |

| Arbitro: | Fabricatore (Roma) |

|                                          |           |                          |
| Pin 40’ (aut.) Simone 46’ Invernizzi 80’ | Marcatori | 6’ Battistini 86’ Cucchi |

| Arbitro: | Felicani (Bologna) |

|                            |           |                   |
| Bortolazzi 60’, 78’ (rig.) | Marcatori | 39’ (rig.) Baggio |

| Arbitro: | Magni (Bergamo) |

|                                        |           |  |
| Borgonovo 18’ Salvatori 57’ Baggio 87’ | Marcatori |  |

| Arbitro: | Pezzella (Frattamaggiore) |

|                                 |           |            |
| Baggio 39’ (rig.) Borgonovo 89’ | Marcatori | 33’ Barros |

| Lecce 22 gennaio 1989 14ª giornata | Lecce              | 0 – 0 referto | Fiorentina | Stadio Via del Mare\| Arbitro: \| Di Cola (Avezzano) \| |
| Arbitro:                           | Di Cola (Avezzano) |               |            |                                                         |

| Arbitro: | Lo Bello (Siracusa) |

|                    |           |                      |
| Borgonovo 41’, 72’ | Marcatori | 3’ Massaro 30’ Conti |

| Arbitro: | Longhi (Roma) |

|           |           |  |
| Monza 42’ | Marcatori |  |

| Arbitro: | Agnolin (Bassano del Grappa) |

|                                          |           |                                     |
| Baggio 33’ Cucchi 52’ Borgonovo 73’, 85’ | Marcatori | 13’ (rig.) Matthäus 55’, 57’ Serena |

#### Girone di ritorno
| Arbitro: | Pezzella (Frattamaggiore) |

|  |           |                           |
|  | Marcatori | 45’ Colombo 78’ Ancelotti |

| Arbitro: | Felicani (Bologna) |

|              |           |               |
| Giordano 16’ | Marcatori | 20’ Borgonovo |

| Arbitro: | Coppetelli (Tivoli) |

|                                                |           |            |
| Baggio 54’, 89’ (rig.) Dunga 71’ Borgonovo 84’ | Marcatori | 33’ Limido |

| Arbitro: | Pezzella (Frattamaggiore) |

|           |           |  |
| Skoro 66’ | Marcatori |  |

| Arbitro: | Fabricatore (Roma) |

|  |           |            |
|  | Marcatori | 29’ Baggio |

| Arbitro: | Magni (Bergamo) |

|                                       |           |  |
| Di Chiara 24’ Borgonovo 31’ Dunga 45’ | Marcatori |  |

| Arbitro: | Felicani (Bologna) |

|             |           |                                 |
| Dossena 83’ | Marcatori | 19’ D. Pellegrini 79’ Borgonovo |

| Arbitro: | Lo Bello (Siracusa) |

|                   |           |                               |
| D. Pellegrini 45’ | Marcatori | 25’ Careca 53’, 70’ Carnevale |

| Pescara 30 aprile 1989 26ª giornata | Pescara          | 0 – 0 referto | Fiorentina | Stadio Adriatico\| Arbitro: \| Baldas (Trieste) \| |
| Arbitro:                            | Baldas (Trieste) |               |            |                                                    |

| Arbitro: | Pezzella (Frattamaggiore) |

|                                 |           |            |
| Baggio 5’, 78’ (rig.) Dunga 86’ | Marcatori | 89’ Simone |

| Arbitro: | Fabricatore (Roma) |

|            |           |             |
| Baggio 48’ | Marcatori | 8’ Berthold |

| Arbitro: | Frigerio (Milano) |

|                        |           |  |
| Sosa Ardaiz 57’ (rig.) | Marcatori |  |

| Arbitro: | Felicani (Bologna) |

|         |           |            |
| Buso 4’ | Marcatori | 53’ Cucchi |

| Arbitro: | Magni (Bergamo) |

|            |           |            |
| Cucchi 36’ | Marcatori | 27’ Barbas |

| Arbitro: | Frigerio (Milano) |

|                         |           |               |
| Giannini 36’ Völler 87’ | Marcatori | 33’ Borgonovo |

| Firenze 18 giugno 1989 33ª giornata | Fiorentina          | 0 – 0 referto | Bologna | Stadio Comunale\| Arbitro: \| Amendolia (Messina) \| |
| Arbitro:                            | Amendolia (Messina) |               |         |                                                      |

| Arbitro: | Cornieti (Forlì) |

|                      |           |  |
| Diaz 61’ Bianchi 76’ | Marcatori |  |

#### Spareggio qualificazione Coppa UEFA
| Arbitro: | Pezzella (Frattamaggiore) |

|            |           |  |
| Pruzzo 12’ | Marcatori |  |

### Coppa Italia

#### Prima fase
| Alessandria 21 agosto 1988, ore 20:30 CEST 1ª giornata | Genoa            | 0 – 0 referto | Fiorentina | Stadio Giuseppe Moccagatta (24.086 spett.)\| Arbitro: \| Baldas (Trieste) \| |
| Arbitro:                                               | Baldas (Trieste) |               |            |                                                                              |

| Arbitro: | Amendolia (Messina) |

|            |           |  |
| Baggio 12’ | Marcatori |  |

| Arbitro: | Cornieti (Forlì) |

|                                           |           |                      |
| Been 7’ Piovanelli 30’ Severeyns 37’, 77’ | Marcatori | 66’ Baggio 90’ Dunga |

| Arbitro: | Guidi (Bologna) |

|                                   |           |  |
| Baggio 4’ (rig.), 83’ Aguirre 54’ | Marcatori |  |

| Arbitro: | Agnolin (Bassano del Grappa) |

|  |           |                   |
|  | Marcatori | 51’ (rig.) Baggio |

#### Seconda fase
| Arbitro: | Pairetto (Torino) |

|             |           |  |
| Dezotti 26’ | Marcatori |  |

| Arbitro: | Guidi (Bologna) |

|                                      |           |  |
| Baggio 50’, 89’ (rig.) Borgonovo 84’ | Marcatori |  |

| Arbitro: | Baldas (Trieste) |

|                                      |           |                                                 |
| Matthäus 20’ (rig.), 83’ Morello 68’ | Marcatori | 28’ Borgonovo 29’, 52’ (rig.) Baggio 67’ Mattei |

#### Fase finale
| Arbitro: | Lanese (Messina) |

|                                   |           |  |
| Mancini 14’ Cerezo 25’ Vialli 80’ | Marcatori |  |

| Arbitro: | Frigerio (Milano) |

|                         |           |                   |
| L. Pellegrini 7’ (aut.) | Marcatori | 70’ L. Pellegrini |

## Statistiche

### Statistiche di squadra
| Competizione                | Punti | In casa | In casa | In casa | In casa | In casa | In casa | In trasferta | In trasferta | In trasferta | In trasferta | In trasferta | In trasferta | Totale | Totale | Totale | Totale | Totale | Totale | DR |
| Competizione                | Punti | G       | V       | N       | P       | Gf      | Gs      | G            | V            | N            | P            | Gf           | Gs           | G      | V      | N      | P      | Gf     | Gs     | DR |
| --------------------------- | ----- | ------- | ------- | ------- | ------- | ------- | ------- | ------------ | ------------ | ------------ | ------------ | ------------ | ------------ | ------ | ------ | ------ | ------ | ------ | ------ | -- |
| Serie A                     | 34    | 17      | 9       | 5       | 3       | 32      | 22      | 17           | 3            | 5            | 9            | 12           | 21           | 34     | 12     | 10     | 12     | 44     | 43     | +1 |
| Spareggio per la Coppa UEFA | -     | 1       | 1       | 0       | 0       | 1       | 0       | 0            | 0            | 0            | 0            | 0            | 0            | 1      | 1      | 0      | 0      | 1      | 0      | +1 |
| Coppa Italia                | -     | 4       | 3       | 1       | 0       | 8       | 1       | 6            | 2            | 1            | 3            | 7            | 11           | 10     | 5      | 2      | 3      | 15     | 12     | +3 |
| Totale                      | -     | 22      | 13      | 6       | 3       | 41      | 23      | 23           | 5            | 6            | 12           | 19           | 32           | 45     | 18     | 12     | 15     | 60     | 55     | +5 |

### Statistiche dei giocatori
A completamento delle statistiche è da considerare 1 autogol a favore dei viola in campionato e 1 in Coppa Italia
Sono in corsivo i calciatori che hanno lasciato la società a stagione in corso.
| Giocatore     | Serie A  | Serie A | Serie A     | Serie A    | Coppa Italia | Coppa Italia | Coppa Italia | Coppa Italia | Totale   | Totale | Totale      | Totale     |
| Giocatore     | Presenze | Reti    | Ammonizioni | Espulsioni | Presenze     | Reti         | Ammonizioni  | Espulsioni   | Presenze | Reti   | Ammonizioni | Espulsioni |
| ------------- | -------- | ------- | ----------- | ---------- | ------------ | ------------ | ------------ | ------------ | -------- | ------ | ----------- | ---------- |
| D. Aguirre    | 0        | 0       | ?           | ?          | 4            | 1            | ?            | ?            | 4        | 1      | ?           | ?          |
| M. Bacchin    | 0        | -0      | ?           | ?          | 0            | -0           | ?            | ?            | 0        | -0     | ?           | ?          |
| R. Baggio     | 30+1     | 15      | ?           | ?          | 10           | 9            | ?            | ?            | 41       | 24     | ?           | ?          |
| S. Battistini | 28+1     | 3       | ?           | ?          | 6            | 0            | ?            | ?            | 35       | 3      | ?           | ?          |
| S. Borgonovo  | 30       | 14      | ?           | ?          | 5            | 2            | ?            | ?            | 35       | 16     | ?           | ?          |
| R. Bosco      | 25       | 0       | ?           | ?          | 5            | 0            | ?            | ?            | 30       | 0      | ?           | ?          |
| E. Calisti    | 10+1     | 0       | ?           | ?          | 8            | 0            | ?            | ?            | 19       | 0      | ?           | ?          |
| S. Carobbi    | 30+1     | 0       | ?           | ?          | 7            | 0            | ?            | ?            | 38       | 0      | ?           | ?          |
| E. Cucchi     | 32+1     | 4       | ?           | ?          | 10           | 0            | ?            | ?            | 43       | 4      | ?           | ?          |
| A. Di Chiara  | 31+1     | 1       | ?           | ?          | 10           | 0            | ?            | ?            | 42       | 1      | ?           | ?          |
| Dunga         | 30+1     | 3       | ?           | ?          | 8            | 1            | ?            | ?            | 39       | 4      | ?           | ?          |
| M. Gelsi      | 1        | 0       | ?           | ?          | 3            | 0            | ?            | ?            | 4        | 0      | ?           | ?          |
| G. Hysén      | 30       | 0       | ?           | ?          | 9            | 0            | ?            | ?            | 39       | 0      | ?           | ?          |
| M. Landucci   | 25+1     | -35     | ?           | ?          | 10           | -12          | ?            | ?            | 36       | -47    | ?           | ?          |
| L. Mattei     | 28+1     | 0       | ?           | ?          | 8            | 1            | ?            | ?            | 37       | 1      | ?           | ?          |
| M. Paganin    | 0        | 0       | ?           | ?          | 0            | 0            | ?            | ?            | 0        | 0      | ?           | ?          |
| D. Pellegrini | 29+1     | 4       | ?           | ?          | 7            | 0            | ?            | ?            | 37       | 4      | ?           | ?          |
| G. Pellicanò  | 11       | -8      | ?           | ?          | 0            | -0           | ?            | ?            | 11       | -8     | ?           | ?          |
| P. Perugi     | 3        | 0       | ?           | ?          | 6            | 0            | ?            | ?            | 9        | 0      | ?           | ?          |
| C. Pin        | 18+1     | 0       | ?           | ?          | 6            | 0            | ?            | ?            | 25       | 0      | ?           | ?          |
| R. Pruzzo     | 13+1     | 0+1     | ?           | ?          | 2            | 0            | ?            | ?            | 16       | 1      | ?           | ?          |
| S. Salvatori  | 23+1     | 1       | ?           | ?          | 2            | 0            | ?            | ?            | 26       | 1      | ?           | ?          |